# 제4기
| 기                                                  | 세           | 절           | 백만년전      |
| --------------------------------------------------- | ------------ | ------------ | ------------- |
| 제4기                                               | 홀로세       | 메갈라야절   | 0-0.0042      |
| 제4기                                               | 홀로세       | 노스그립절   | 0.0042-0.0082 |
| 제4기                                               | 홀로세       | 그린란드절   | 0.0082-0.0117 |
| 제4기                                               | 플라이스토세 | 후기         | 0.0117-0.126  |
| 제4기                                               | 플라이스토세 | 지바절       | 0.126-0.781   |
| 제4기                                               | 플라이스토세 | 칼라브리아절 | 0.781-1.806   |
| 제4기                                               | 플라이스토세 | 젤라절       | 1.806-2.588   |
| 신진기                                              | 플리오세     | 피아첸차절   | 이전          |
| ICS에 따른 제4기의 지질 시대 구분. 2019년 5월 기준. |              |              |               |
| v • d • e • h                                       |              |              |               |

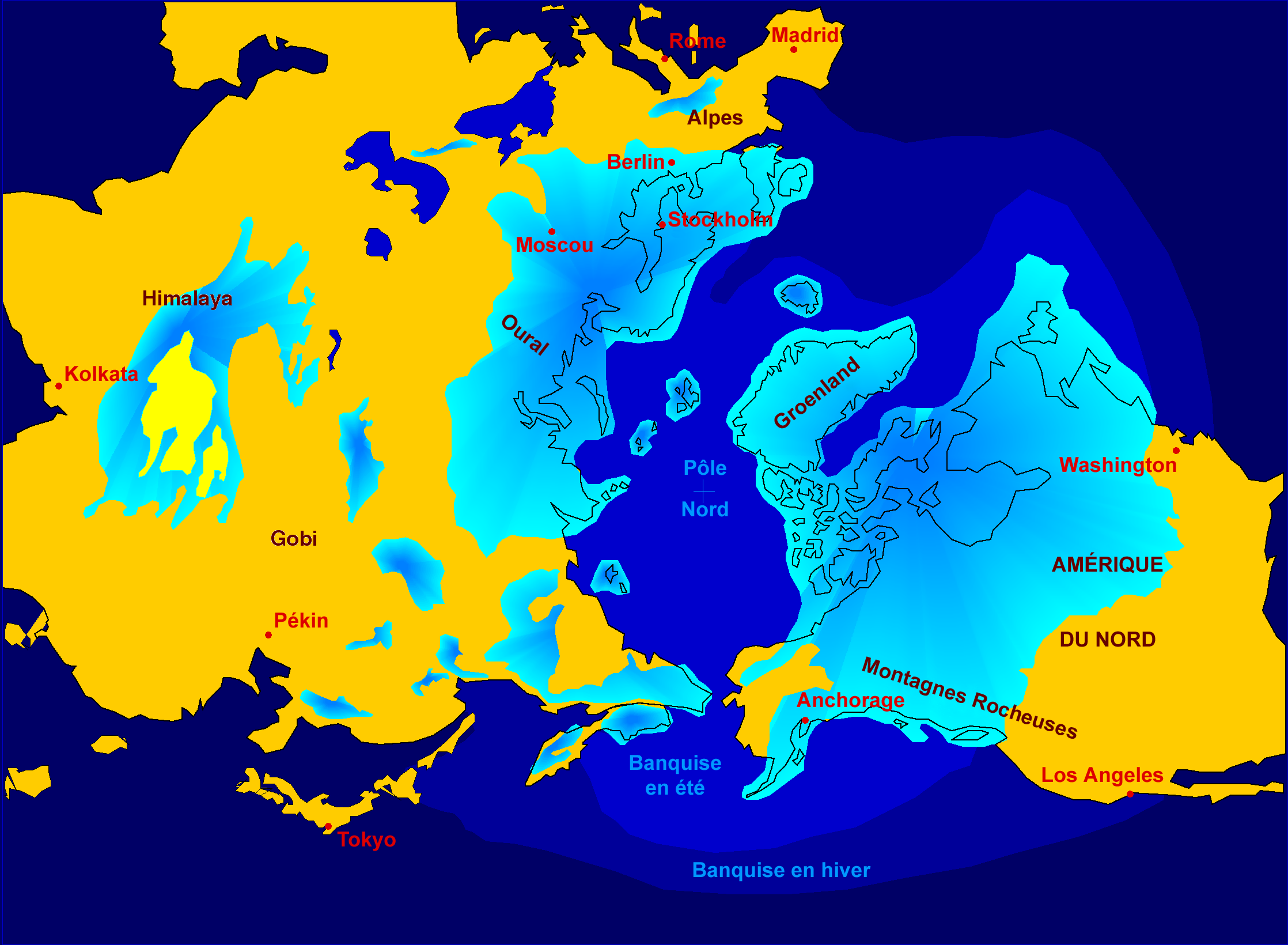

제4기(第四紀)는 신생대의 세개의 기 중 세번째 기(紀)이다. 1759년 아르뒤노가 지층을 4분하였을 때 네 번째 지층으로 명명한 데서 비롯된 이름이다. 신생대의 신진기(neogene)(신제4기)의 플리오세 다음의 시기이고,  플라이스토세, 홀로세로 나뉜다. 인류세는 국제층서학위원회(ICS)에서 2019년 투표를 진행하여 압도적인 다수로 신설할 것을 제안하였지만, 현재까지는 공식적으로 정의된 지질학적 단위가 아니다. 공식적으로 우리는 여전히 홀로세(Holocene)의 메갈라야절(Meghalayan Age)에 살고 있다.